# 1 Samuel 14
1 Samuel 14 es el decimocuarto capítulo del Primer Libro de Samuel en el Antiguo Testamento de la Biblia cristiana  o la primera parte de los Libros de Samuel en la Biblia hebrea. Según la tradición judía, el libro se atribuyó al profeta Samuel, con adiciones de los profetas Gad y Natán, pero muchos eruditos modernos lo ven como una composición de varios textos independientes de diversas épocas, desde el 630-540 a. C. aproximadamente.  Este capítulo contiene las acciones de Saúl contra los filisteos. Esto se encuentra dentro de una sección que comprende 1 Samuel 7-15 que registra el surgimiento de la monarquía en Israel y el relato de los primeros años del rey Saúl.

## Texto
Este capítulo fue escrito originalmente en el idioma hebreo. Está dividido en 52 versículos.

### Testigos textuales
Algunos manuscritos antiguos que contienen el texto de este capítulo en hebreo son de la tradición del Texto Masorético, que incluye el Códice de Jerusalén (895), el Códice de Alepo (siglo X) y el Códice de Leningrado (1008). Se encontraron fragmentos que contienen partes de este capítulo en hebreo entre los Rollos del Mar Muerto, incluido el 4Q51 (4QSama; 100-50 a. C.) con los versículos 3-4, 9-10 y 12 existentes.
Entre los manuscritos antiguos existentes de una traducción al griego koiné conocida como la Septuaginta (originalmente realizada en los últimos siglos a. C.) se encuentran el Códice Vaticano (B; {\displaystyle \ ara{G}}B; siglo IV) y el Códice Alejandrino (A; {\displaystyle \ ara{G}}A; siglo V).

## Lugares
- Guibeá
- Michmash
- Silo

## Análisis
Este capítulo ofrece algunas narraciones detalladas sobre las acciones de Saúl, «oscilando entre una visión favorable y un veredicto negativo y desfavorable», que al final «refuerzan la convicción de que Saúl no era un hombre conforme al corazón de Dios». Hay un contraste entre Saúl y su primer hijo, Jonatán, donde Saúl es descrito como imprudente, actuando tontamente en una ocasión (13:13), interrumpiendo una consulta para apresurarse a la batalla en otra (14:19), y finalmente poniendo en peligro la vida de su hijo (14:44), mientras que Jonatán es descrito como «poseedor de las características de un líder carismático, que se mantuvo en la tradición de aquellos que libraron las batallas de Dios y se convirtió en el instrumento de Dios: mantuvo la suposición de que «el Señor actuará por nosotros» (versículo 6), dependía de la aprobación de Dios de su acción (versículos 8-12) y atribuyó la victoria a Dios (versículo 23, cf. versículo 45). 

## La batalla de Micmas (14:1-15)
Los filisteos acamparon en Micmas (1 Samuel 13:23) en el lado norte del profundo barranco, «Wadi es-Suwenit», mientras que los israelitas acamparon en Geba, al sur del barranco. Jonatán y su escudero treparon valientemente desde el barranco a través de formaciones rocosas difíciles de escalar, como indican sus nombres, Bozez («resbaladizo») y Seneh («espinoso»), y lograron derrotar a un grupo de soldados filisteos (versículos 1-15). 

### Versículo 2
Y Saúl estaba sentado en las afueras de Gabaa, debajo de un granado que está en Migron. Las personas que estaban con él eran unos seiscientos hombres.
- «Las afueras de Gabaa»: Gill sugiere que Saúl no se atrevió a luchar contra los filisteos, por lo que permaneció en la parte más alejada de Gabaa, a la mayor distancia del campamento de los filisteos, en la parte más fuerte de la ciudad, o profundamente atrincherado en la parte exterior de la misma. [18]
- «Bajo un granado»: más tarde se dijo que Saúl se sentó «bajo un tamarisco en Ramá» (1 Samuel 22:6).[19] La palabra hebrea para «granada» es «rimmon», aquí se refiere al árbol, ya que es un sustantivo apelativo, no a la «Roca de Rimmon» (Jueces 20:45, 47; probablemente porque la forma se asemeja a la fruta), que estaba situada al noreste de Michmas. [20][21]
- «Migron»: significa «precipicio», una de las colinas cónicas o esféricas que abundan en el territorio de Benjamín y que son favorables para un campamento, [22] o para observar los movimientos de los filisteos. [23]

### Versículo 3
Y Ahías, hijo de Ahitob, hermano de Icabod, hijo de Finees, hijo de Elí, sacerdote del Señor en Silo, llevaba puesto el efod. Pero el pueblo no sabía que Jonatán se había ido.
- «Ahías»: podría ser el mismo que Ahimélec, hijo de Ahitob, el sacerdote de Nob, que más tarde sería víctima de la venganza de Saúl (1 Samuel 22:9), ya que el nombre Ahías («hermano de Yah») y Ahimélec («hermano del rey») pueden haber sido la misma persona («melech», que significa «rey», podría sustituir al nombre divino «Yah»), pero también es posible que Ahimelec fuera hermano de Ahías y su sucesor en el sumo sacerdocio. Como hermano mayor de Icabod (1 Samuel 4:21), Ahitub probablemente tenía aproximadamente la misma edad que Samuel, por lo que su hijo ya podría haber sido sumo sacerdote, ya que debían de haber transcurrido cincuenta años o más desde la muerte de Elí. [19]
- «Llevar el efod»: aquí puede que no se refiera a la vestimenta sacerdotal ordinaria de lino blanco (cf. 1 Samuel 2:18), sino a la vestimenta oficial que solo lleva un sumo sacerdote, con un pectoral de gemas y el «Urim y Tumim», que se utiliza para consultar al Señor.[25][26]

## Las acciones de Saúl (14:16-52)
Después de que Jonatán hubiera causado pánico en la guarnición filistea (versículo 15), Saúl finalmente llevó a sus tropas a la batalla (versículo 20). Convencido de que así se aseguraría el éxito, Saúl hizo jurar a sus tropas que no comerían hasta la noche, un acto imprudente (como se señala en el versículo 24 de la versión griega de la Septuaginta, aunque no se encuentra en el texto masorético hebreo), que haría que las tropas estuvieran demasiado hambrientas para lograr una victoria completa, e incluso se convertiría en una amenaza para la vida de Jonatán (versículos 24-26). Jonatán no conocía el juramento, así que comió un poco de la abundante miel disponible y se refrescó («sus ojos se iluminaron»), pero se enfrentaría a la pena de muerte como consecuencia del juramento. Esto llevó a Jonatán a referirse a Saúl como alguien que «ha perturbado la tierra» y que había impedido una victoria total (versículo 30). Como tenían muchas ganas de respetar el juramento de no comer en todo el día, las tropas israelitas se apoderaron de los animales del botín y se los comieron antes de escurrir cuidadosamente la sangre de la carne, ya que los sacrificaban en el suelo, no sobre una piedra de donde pudiera fluir la sangre (versículos 33-34). «Comer con sangre» (como en la NRSV) estaba prohibido por la Torá (Deuteronomio 12:23-27; Levítico 19:26). No obstante, Saúl creía que el fracaso en la aniquilación de los filisteos se debía a la falta de apoyo divino, por lo que se hizo una investigación mediante un sorteo sagrado para averiguar de quién era la culpa. El destino recayó en la familia del rey y, concretamente, en Jonatán. Aunque Jonatán y Saúl estaban dispuestos a aceptar el veredicto, los soldados israelitas insistieron en perdonar la vida de Jonatán (versículo 44). El relato concluye con una nota más positiva sobre Saúl como líder exitoso (versículos 47-48) y cabeza de familia (versículos 49-51).

### Comentarios sobre Samuel
- Auld, Graeme (2003). «1 & 2 Samuel».  En James D. G. Dunn and John William Rogerson, ed. Eerdmans Commentary on the Bible. Eerdmans. ISBN 9780802837110.
- Bergen, David T. (1996). 1, 2 Samuel. B&H Publishing Group. ISBN 9780805401073.
- Gordon, Robert P. (1999). I & II Samuel, A Commentary. Zondervan. ISBN 978-0310230229.
- Hertzberg, Hans Wilhelm (1964). I & II Samuel, A Commentary (trans. from German 2nd edition 1960 edición). Westminster John Knox Press. p. 19. ISBN 978-0664223182.
- Tsumura, David Toshio (2007). The First Book of Samuel. Eerdmans. ISBN 9780802823595.

### General
- Breytenbach, Andries (2000). «Who Is Behind The Samuel Narrative?».  En Johannes Cornelis de Moor and H.F. Van Rooy, ed. Past, Present, Future: the Deuteronomistic History and the Prophets. Brill. ISBN 9789004118713.
- Coogan, Michael David (2007).  Coogan, Michael David; Brettler, Marc Zvi; Newsom, Carol Ann et al., eds. The New Oxford Annotated Bible with the Apocryphal/Deuterocanonical Books: New Revised Standard Version, Issue 48 (Augmented 3rd edición). Oxford University Press. ISBN 978-0195288810.
- Fitzmyer, Joseph A. (2008). A Guide to the Dead Sea Scrolls and Related Literature. Grand Rapids, MI: William B. Eerdmans Publishing Company. ISBN 9780802862419.
- Halley, Henry H. (1965). Halley's Bible Handbook: an abbreviated Bible commentary (24th (revised) edición). Zondervan Publishing House. ISBN 0-310-25720-4. (requiere registro).
- Hayes, Christine (2015). Introduction to the Bible. Yale University Press. ISBN 978-0300188271.
- Jones, Gwilym H. (2007). «12. 1 and 2 Samuel».  En Barton, John; Muddiman, John, eds. The Oxford Bible Commentary (first (paperback) edición). Oxford University Press. pp. 196-232. ISBN 978-0199277186. Consultado el 6 de febrero de 2019.
- Klein, R.W. (2003). «Samuel, books of».  En Bromiley, Geoffrey W, ed. The International Standard Bible Encyclopedia. Eerdmans. ISBN 9780802837844.
- Knight, Douglas A (1995). «Chapter 4 Deuteronomy and the Deuteronomists».  En James Luther Mays, David L. Petersen and Kent Harold Richards, ed. Old Testament Interpretation. T&T Clark. p. 62. ISBN 9780567292896.
- Ulrich, Eugene, ed. (2010). The Biblical Qumran Scrolls: Transcriptions and Textual Variants. Brill.
- Würthwein, Ernst (1995). The Text of the Old Testament. Grand Rapids, MI: Wm. B. Eerdmans. ISBN 0-8028-0788-7. Consultado el 26 de enero de 2019.

- Datos: Q12470174